# Ole Rømer
Ole Christensen Rømer (25. september 1644 i Aarhus – 19. september 1710 i København) var en dansk astronom, ingeniør og politidirektør.
I 1675 påviste Rømer – som den første – at lyset ikke, som det hidtil var formodet, udbreder sig øjeblikkeligt, men med en endelig hastighed. Ved at måle forskydninger i omløbshastigheden for jupitermånen Io kunne han ud fra data for jordbanens diameter beregne denne hastighed til ca. 230.000 km/s. Afvigelsen fra den nugældende værdi, i runde tal, på 300.000 km/s skyldes primært usikkerhed på jordbanens diameter. Det var en sensation, at lyset havde en såkaldt "tøven", dvs. en endelig hastighed. Hans opdagelse vækkede først en del modstand, men blev senere accepteret.

## Biografi
Ole Rømer blev født i Aarhus i 1644. Han var søn af Chresten Pedersen fra Rømø, en handelsmand, der opnåede borgerskab i Aarhus i 1642 (som Chresten Pedersen Rømer), og hustru Anne Olufsdatter Storm, der kom fra en velrenommeret aarhusiansk familie. I 1662 blev Ole Rømer student fra Aarhus Katedralskole, og samme år flyttede han til København for at studere ved Københavns Universitet. Her blev han elev af videnskabsmanden og lægen Rasmus Bartholin, og Rømer blev involveret i at forberede en udgivelse af Tycho Brahes observationsjournaler. I 1671 assisterede han den franske astronom Jean Picard med at stedfæste Brahes observatorium på Hven – et arbejde, der skulle hjælpe med til at fortolke Brahes observationer mere nøjagtigt.
I 1672 rejste han sammen med Picard til Paris, hvor han de kommende 9 år var beskæftiget med observationer på det nye kongelige observatorium og var ansat af Louis XIV til at undervise tronarvingen (le dauphin). Han blev medlem af l'Academie Royale des Sciences og assisterede også ved udarbejdelsen af vandforsynings- og fontænesystemerne på Versailles og Château de Marly. Det var i denne periode, han kom frem til sit resultat om lysets hastighed; det beskrives nærmere nedenfor.
I 1681 vendte han tilbage til Danmark, hvor han blev udnævnt til professor i astronomi ved Københavns Universitet. Han var samtidig aktiv på universitetets observatorium, der lå på toppen af Rundetårn, hvor han bl.a. brugte instrumenter, som han selv havde opfundet eller forbedret. Desværre gik alle hans observationer og instrumenter tabt ved branden i 1728, og da han selv kun publicerede ganske få artikler, er meget af hans opsamlede viden gået tabt.
Ud over det astronomiske arbejde gjorde han også forarbejdet til indførelsen af den gregorianske kalender i Danmark-Norge i 1700 (dele af Nordtyskland foretog kalenderskiftet samtidig). Et andet indsatsområde var hans metrologiske arbejde (fastlæggelse af mål og vægt), hvor han stod i spidsen for indførelsen af et nationalt system, der trådte i kraft 1. maj 1683. Det var baseret på rhinske fod, men det blev dog lavet om i 1698, efter at Rømer havde opdaget, at denne basisenhed fandtes med forskellige mål. I kraft af sin astronomiske baggrund søgte han at definere mål- og vægtenheder, som var baseret på astronomiske konstanter. Det gav sig blandt andet udslag i hans definition af en dansk mil, der blev sat til 24.000 fod svarende til 4 geografiske bueminutter. Denne definition blev udarbejdet i forbindelse med hans arbejde med at opmåle de danske veje. Det skete i forbindelse med Christian 5.s projekt om at forbedre og om muligt udrette vejene i Danmark i løbet af 1690'erne. En del af dette projekt udmundede også i opsætningen af de første danske milepæle i sten. En del af disse eksisterer stadig og de bliver i faglitteraturen benævnt "Ole Rømer-sten". Også temperaturskalaen søgte han at standardisere, og hans Rømer-skala dannede senere grundlag for Fahrenheitskalaen.
I 1694 blev han valgt til rektor for universitetet. Han blev genvalgt yderligere to gange og fratrådte først i 1705 efter eget ønske. I 1694 blev han udnævnt til justitsråd med deraf følgende pligt til at møde som dommer i Højesteret, og i 1706 fik han titel af etatsråd.
Ole Rømer fik pålagt andre job af kongen, herunder fra 1705 hvervet som borgmester samt politidirektør i København, hvilket nærmest svarede til vore dages stadsingeniør. I disse positioner udstak han bygningsregulativer, etablerede kloakker, m.v. Han opfandt de første gadebelysninger med olielamper og lagde kimen til senere socialreformer ved at skabe fokus på byens tiggere og prostituerede. Man kan – som flere har gjort det – ærgre sig over, at disse pålagte hverv fratog Rømer tid, der ellers kunne have været brugt på astronomisk forskning, der var hans hjertesag, men hans indberetninger viser dog, at han udførte hvervene med stor ildhu.
Han indgik ægteskab to gange. Første gang i 1681 med Rasmus Bartholins datter, Anne Marie Bartholin (1663-1694). Anden gang i 1699 med Else Magdalene Bartholin (1680-1763), datter af Caspar Bartholin den Yngre. Begge ægteskaber var barnløse. Da han døde, blev han begravet i Vor Frue Kirke med store æresbevisninger.

## Bestemmelse af lysets tøven
Selvom Rømer var et enestående multitalent, der udrettede meget i sin levetid, så er hans opdagelse af lysets endelige fart dog den bedrift, som han især huskes og er internationalt berømt for.
Rømers metode gik ud på at observere Jupiters måne Io i mere end et år. Io har en rotationstid omkring Jupiter på omkring 42½ time, og logisk set burde man altid måle denne tid. Men Rømer fandt ud af, at Io nogle gange dukkede frem for tidligt og andre gange dukkede op for sent i forhold til de forventede tidspunkter.
Dette forhold tilskrev han Jordens rotation omkring Solen. De gange, han målte en for tidlig opdukken, måtte Jorden være tættere på Jupiter, og de gange, han målte en for sen opdukken, måtte Jorden være længere væk fra Jupiter.
Han foretog den første serie observationer 1671 på Hven sammen med Picard. Man ønskede at bestemme Uranienborgs længdegrad i forhold til Paris' og derfor nedskrev man tidspunkterne på en række observationer af Io. Da lederen af Parisobservatoriet, Giovanni Domenico Cassini, foretog nogle tilsvarende observationer i Paris kunne tidspunkterne efterfølgende sammenlignes og længdegraden udregnes.
I 1672 rejste Rømer til Paris, primært for at arbejde videre på Brahes journaler. Men han kom i stedet til at assistere Cassini med yderligere observationsarbejde og med tabellæggelse af Ios formørkelser, så de kunne anvendes til navigationsformål. I et samtidigt skrift skrev Cassini:
Cette seconde inégalité paraît venir de ce que la lumière emploie quelques temps à venir du satellite jusqu'à nous, et qu'elle met environ dix à onze minutes à parcourir un espace égal au demi-diamètre de l'orbite terrestre.
- hvilket kan oversættes til:
Denne anden forskel synes at skyldes, at lyset tager en vis tid om at nå os fra satellitten; lyset synes at tage omkring ti til elleve minutter om at tilbagelægge en distance på halvdelen af jordens rotationsdiameter.
Mærkværdigvis forlod Cassini denne teori og argumenterede imod den resten af sit liv, mens Rømer tog den til sig, og snart kunne han fremlægge overbevisende observationer til at støtte den. Han fandt frem til, at det tager lyset 22 minutter at tilbagelægge jordbanens diameter; det korrekte tal er senere fundet til 16 minutter og 40 sekunder.
Hans opdagelse blev præsenteret for Académie Royale des Sciences og kort tid efter i en kort artikel i Journal des Savants den 7. december 1676 med titlen Démonstration touchant le mouvement de la lumière trouvé par M. Roemer de l'Académie Royale des sciences.
Rømer var dog ikke i stand til at måle lysets hastighed ud fra disse data, idet han ikke kendte jordbanens diameter, men Christiaan Huygens brugte senere Rømers data til at bestemme lysets hastighed til at være omkring 2,3 · 108 m/s.

## Den nye kalender
Den kalender, som man brugte i Danmark – den julianske kalender – var kommet 11 dage bagud i forhold til den gregorianske kalender, som man brugte i det meste af Europa. Rømer fik derfor til opgave at indføre den gregorianske kalender i Danmark. Det gjorde han ved at beslutte at rive dagene 19.-28. februar 1700 ud af kalenderen og gå direkte fra 18. februar til 1. marts. Da år 1700 er deleligt med 100, men ikke med 400, var det ikke et skudår, og derfor havde februar ikke 29 dage.

## Landobservatoriet
I 1704 opførte Rømer et landobservatorium i Vridsløsemagle, langt fra Københavns forstyrrende rystelser. Han kaldte det Observatorium Tusculanum, og i breve udtrykte han sin store glæde over endelig at have sit eget observatorium – det havde været hans store ønske i mange år.
Kort efter Rømers død forfaldt observatoriet dog, og dets præcise placering gik snart i glemmebogen. Adskillige eftersøgninger både i 1700-tallet og i 1900-tallet slog fejl. Først i 1978 lykkedes det Claus Thykier at fastslå den rette position. Stedet er i dag fredet, og der er indrettet museum på den nærliggende gård Kroppedal.